# Глобочани
Глобочани или Глобочени (алб. Glloboçeni) је насељено место у општини Пустец у округу Корча, Албанија. Према попису из 1989. године било је 299 становника.
Према бугарском географу и историчару, Василу Канчову, у Глобочанима је 1900. године живело 248 Словена хришћана.

## Познате личности
- Стерјо Спасе, албански писац
- Илинден Спасе, албански писац